# 中津良太
中津 良太（なかつ りょうた、1991年1月23日 - ）は、日本の男性プロレスラー。プロレスリングBASARA所属。京都府京都市出身。合同会社プロレスリングBASARA社長。プロレスバークラッチ店長。血液型O型。

## 経歴
2014年
- 11月28日、北沢タウンホールで行われたDNA旗揚げ戦での河村知哉戦でデビュー、この試合に勝利。

2015年
- 1月12日、DDT大阪大会の第0試合で樋口和貞とシングルマッチ。10分ドロー決着となるも白熱の試合となり、第0試合ながら高木三四郎の推薦でサムライTVでの同大会の中継にて放送されることとなる。
- 2月5日、DNA北沢タウンホール大会にて樋口とのシングルリマッチ。樋口の轟天に沈むも、21分を超える激闘を繰り広げる。
- 11月11日、DNA北沢タウンホール大会にてプロレスリングBASARA入団を木高イサミに直訴。12月11日に入団査定試合としてシングルマッチが組まれることが発表された[1]。試合は敗れたものの健闘が認められDNA卒業とBASARA入団が決まった[2]。

2016年
- 1月21日、東京・新宿FACEで行われたBASARA旗揚げ戦にて関根龍一から「これから俺と一緒にBASARAの特攻隊として一緒にやっていかないか」と提案され、これを承諾しBASARA騎馬隊を結成。
- DNA-Grand Prixに参戦。その後もDNAにスポット参戦。
- 12月25日、BASARA後楽園ホール大会で行われた横浜ショッピングストリート6人タッグ選手権試合においてアブドーラ・小林、高橋匡哉、植木嵩行組に敗れる。

2017年
- 1月8日、BASARA大阪市立大淀コミュニティセンター大会で行われたNWAインターナショナルライトタッグ選手権試合において木高イサミ、塚本拓海組に勝利し第22代王者となる（パートナーは関根龍一）。
- 2月5日、BASARA東京・BASEMENT MON☆STAR大会で行われたNWAインターナショナルライトタッグ選手権試合において日高郁人、ショーン・ギネス組に勝利し初防衛に成功。
- 2月12日、BASARA愛知・東スポーツセンター大会で行われたNWAインターナショナルライトタッグ選手権試合に木高イサミ、塚本拓海組に敗れ2度目の防衛に失敗。
- 4月29日、BASARA後楽園ホール大会で行われたユニオンMAX選手権においてトランザム★リュウイチに敗れる。

2018年
- 7月12日、BASARA新宿FACE大会で行われた 頂天～itadaki～2018トーナメント 決勝戦においてFUMAに勝利し優勝。
- 9月21日、後楽園ホール大会でユニオンMAX王座を戴冠。
- 10月5日、BASARA新木場1stRing大会で行われたユニオンMAX選手権にて下村大樹に勝利し初防衛に成功。
- 11月17日、谷嵜なおき、瀧澤晃頼らと共にスパーキーを結成。
- 11月17日、BASARA新木場大会で行われたユニオンMAX選手権にてSAGATに勝利し2度目の防衛に成功。

2019年
- 1月29日、BASARA新木場大会で行われたユニオンMAX選手権にて阿部史典に勝利し3度目の防衛に成功。
- 3月21日、BASARA後楽園ホール大会で行われたユニオンMAX選手権にて木高イサミに勝利し4度目の防衛に成功。
- 4月21日、京都・長岡京市中央生涯学習センターにて「中津良太凱旋興行～春山如笑～」を開催。
- 4月23日、BASARA新木場大会で行われたユニオンMAX選手権にてベストストレッチマンV3に勝利し5度目の防衛に成功。
- 5月6日、BASARA板橋区立グリーンホール大会で行われたユニオンMAX選手権にて関根龍一に敗れ6度目の防衛に失敗。
- 6月25日、BASARA新木場大会で行われた 頂天～itadaki～2019トーナメント 準決勝において木高イサミに敗れ準決勝敗退。

2020年
- 1月10日、2AW新木場大会で行われた2AW無差別級選手権試合において浅川紫悠に敗れる。
- 1月14日、BASARA新木場大会で行われたUWA世界6人タッグ選手権試合において木高イサミ、藤田ミノル、下村大樹組に勝利し初防衛に成功。
- 1月22日、BASARA新宿FACE大会で行われたユニオンMAX選手権において高梨将弘に敗れる。
- 2月8日、DOVE新木場大会で行われたUWA世界6人タッグ選手権試合において近野剣心、政岡純、木下亨平組に勝利し2度目の防衛に成功。
- 2月24日、大日本プロレスエディオンアリーナ大阪大会で行われたUWA世界6人タッグ選手権試合においてツバサ、ビリーケン・キッド、政宗組に敗れ2度目の防衛に失敗。
- 3月27日、BASARA直営のプロレスバー「クラッチ」のオープンに伴い店長に就任。
- 3月28日、BASARA大阪・アゼリア大正ホール大会で行われたIRON FISTタッグ選手権試合においてツトム・オースギ、バナナ千賀組に敗れる。
- 7月26日、DOVE大阪・アゼリア大正ホール大会で行われた頂天準決勝にて近野剣心に勝利し決勝進出、同日に行われた頂天決勝にて谷嵜なおきに勝利し頂天2020優勝。
- 9月22日、BASARA後楽園大会で行われたユニオンMAX選手権において阿部史典に敗れる。
- 12月20日、DOVE広島・マリーナホップ・マーメイドスペース大会で行われたDOVE世界ヘビー級選手権試合において近野剣心に敗れる。
- 12月22日、 BASARA新木場大会で行われたIRON FISTタッグトーナメント2020決勝において木高イサミ、下村大樹組に敗れ準優勝。（パートナーはSAGAT）。

2021年
- 4月5日、 DOVE大阪・梅田TRAD大会 BREAK ON THROUGH 2021トーナメント準決勝において宮本裕向に敗れ（もう一人は "brother"YASSHI）準決勝敗退。
- 4月20日、BASARA新木場大会で行われたIRON FISTタッグ選手権試合において木高イサミ、下村大樹組と時間切れで引き分ける。（パートナーはSAGAT）
- 5月18日、BASARA新木場大会で行われた 頂天～itadaki～2021トーナメント 1回戦（2カウントルール）において下村大樹に敗れ1回戦敗退。
- 7月27日、BASARA新木場大会で行われたIRON FISTタッグ選手権試合において阿部史典、野村卓矢組に敗れる。（パートナーは瀧澤晃頼）
- 8月7日、ユニオンMAX次期挑戦者決定リーグ戦出場者決定お客さま投票で1位（24票）になり出場決定。
- 9月28日、ユニオンMAX次期挑戦者決定リーグ戦決勝においてFUMAに勝利し優勝。10.24後楽園大会にてユニオンMAX選手権挑戦決定。
- 10月24日、BASARA後楽園ホール大会で行われたユニオンMAX選手権試合にて塚本拓海に勝利し第16代王者となる。
- 11月30日、BASARA新木場大会で行われたユニオンMAX選手権にてSAGATに勝利し初防衛に成功。
- 12月14日、BASARA新木場大会で行われたユニオンMAX選手権にてバナナ千賀に勝利し2度目の防衛に成功。
- 12月26日、BASARA板橋大会で行われたIRON FISTタッグ選手権試合において王者組・ツトム・オースギ＆バナナ千賀に敗れる。（パートナーはSAGAT）
- 12月31日、BASARA王子大会で行われたユニオンMAX選手権次期挑戦者決定バトルロイヤルで最後まで残り次期挑戦者にトランザム★ヒロシを指名。

2022年
- 1月25日、新型コロナウイルス陽性判定でBASARA新木場大会を欠場。
- 2月22日、BASARA新木場大会で行われたユニオンMAX選手権にてトランザム★ヒロシに勝利し3度目の防衛に成功。
- 3月15日、BASARA新木場大会で行われたユニオンMAX選手権にてFUMAに勝利し4度目の防衛に成功。
- 4月28日、BASARA新木場大会で行われたユニオンMAX選手権にて下村大樹に勝利し5度目の防衛に成功。
- 5月21日、TTT新木場大会INNOVATION4で行われたGWC認定6人タッグ選手権試合にて王者組、政岡純&木下亨平＆青木魔太郎に敗れる。（パートナーはSAGAT、瀧澤晃頼）
- 5月25日、BASARA新木場大会で行われたユニオンMAX選手権にて神野聖人に勝利し6度目の防衛に成功。
- 6月21日、BASARA新木場大会で行われたユニオンMAX選手権にて木高イサミに敗れ7度目の防衛に失敗。
- 10月11日、BASARA新木場大会で行われた頂天～itadaki～2022トーナメント 1回戦（2カウントルール）においてヤス・ウラノに敗れ1回戦敗退。

2023年
- 3月21日、DDT後楽園大会Judgement2023～後楽園史上最長5時間スペシャル～で行われた、KO-Dタッグ選手権試合～エニウェアフォールルールにて、<王者組>MAO&勝俣瞬馬に敗れる。（パートナーは樋口和貞）
- 4月22日、TTT新木場大会CREATION3で行われた、TTT認定インディー統一6人タッグ選手権試合にて、<王者組>バナナ千賀＆雪妃真矢＆竹田光珠に勝利し、第4代王者組となる。（パートナーは瀧澤晃頼、SAGAT）
- 5月14日、DDT千葉・TKPガーデンシティ千葉大会ONLY WE×DDTスペシャル！～火野裕士20周年記念興行～で行われた、KO-D6人タッグ選手権試合にて、王者組、青木真也＆上野勇希＆スーパー・ササダンゴ・マシンに勝利し、第51代王者となる。（パートナーは樋口和貞、石田有輝）
- 5月20日、TTT新木場大会CREATION4で行われた、TTT認定インディー統一6人タッグ選手権試合にて、<挑戦者組>ONRYO＆YANAGAWA＆政岡純に勝利し、初防衛に成功。
- 6月3日、BASARA王子大会で行われた、頂天2023 Bブロック1回戦にて、吉野達彦に勝利し、2回戦進出。
- 6月17日、BASARA宮城・宮城野区文化センター大会で行われた、頂天2023　Bブロック2回戦にて、藤田ミノルに勝利し、準決勝進出。
- 6月24日、TTT新木場大会CREATION5で行われた、TTT認定インディー統一6人タッグ選手権試合にて、<挑戦者組>政宗＆梶トマト＆CHANGOに敗れ、2度目の防衛に失敗。（パートナーは瀧澤晃頼、SAGAT）
- 6月27日、BASARA新木場大会で行われた、頂天2023準決勝にて、阿部史典に勝利し、決勝進出。 同日に行われた、頂天2023決勝にて、SAGATに敗れる。
- 7月23日、BASARA後楽園ホール大会で行われた、IRON FISTタッグ次期挑戦者決定戦3WAYマッチにて、ツトム・オースギ＆バナナ千賀組に敗れる。（パートナーは関根龍一） もう一組は阿部史典＆野村卓矢組。 同日に行われた、DDT両国国技館大会で行われた、KO-D6人タッグ選手権試合にて、＜挑戦者組＞坂口征夫＆赤井沙希＆岡谷英樹に敗れ、初防衛に失敗。（パートナーは樋口和貞、石田有輝）
- 10月24日、BASARA新木場大会で行われた、IRON FISTタッグトーナメント2023準々決勝にて、トランザム★ヒロシ＆風戸大智組に勝利し、準決勝進出。（パートナーは樋口和貞）
- 11月7日、BASARA新木場大会で行われた、IRON FISTタッグトーナメント2023準決勝にて、ヤス・ウラノ＆アントーニオ本多組に勝利し、決勝進出。 同日に行われた、IRON FISTタッグトーナメント2023決勝にて、塚本拓海＆SAGAT組に勝利し、IRON FISTタッグトーナメント2023優勝。（パートナーは樋口和貞）
- 12月3日、BASARA後楽園ホール大会で行われた、IRON FISTタッグ選手権にて、<挑戦者組>ツトム・オースギ＆バナナ千賀組に勝利し、初防衛に成功。（パートナーは樋口和貞）

2024年
- 2月10日、BASARA高島平大会で行われた、IRON FISTタッグ選手権にて、<挑戦者組>KUBITO＆ヤス・ウラノ組に勝利し、2度目の防衛に成功。（パートナーは樋口和貞）
- 4月20日、BASARA神奈川・ラジアントホームで行われた、IRON FISTタッグ選手権にて、<挑戦者組>木髙イサミ＆藤田ミノル組に勝利し、3度目の防衛に成功。（パートナーは樋口和貞）
- 5月28日、BASARA新木場大会で行われた、IRON FISTタッグ選手権にて、<挑戦者組>塚本拓海＆ジュードーマスターに勝利し、4度目の防衛に成功。（パートナーは樋口和貞）
- 6月21日、BASARA新木場大会で行われた、IRON FISTタッグ選手権にて、<挑戦者組>阿部史典＆野村卓矢組に敗北、5度目の防衛に失敗。（パートナーは樋口和貞）
- 7月25日、大日本プロレス後楽園ホール大会で行われた、BJW認定世界ストロングヘビー級選手権試合にて、<王者>青木優也に敗北。
- 8月27日、BASARA新木場大会で行われた、IRON FISTタッグ選手権にて、<王者組>阿部史典＆野村卓矢組に敗北。（パートナーは関根龍一）
- 10月12日、DOVE王子大会で行われた、DOVEタッグ選手権試合にて、<王者組>グンソ＆伊東優作組に勝利し、第15代王者組となる。（パートナーは谷嵜なおき）
- 11月29日、BASARA新木場大会で行われた、ユニオンMAX選手権次期挑戦者決定1dayトーナメント準決勝にて、中野貴人に勝利し、決勝進出。同大会で行われた決勝にて、神野聖人に敗北。

2025年
- 6月9日、プロレスラーとして所属する合同会社プロレスリングBASARAの社長に就任し、選手兼社長となる[3]。

## 得意技
- 腕ひしぎ逆十字固め
- チキンウィング・アームロック
- 串刺しジャンピングニー
- ミドルキック
- お祭りPK
- ゼロ戦キック
- 足取り式キャメルクラッチ
- NOW OR NEVER
- Vスライダー
  - 右手で相手の右腕を掴みつつブレーンバスターの要領で担ぎ、腕を引っ張り半回転させつつ横に背中から落とす。
命名は実況パワフルプロ野球シリーズの球種から。
- クレッセントムーン
  - 腕固めで捕えた腕を足で極めなおし、空いた手で相手の片足を絞り上げる変形の逆片エビ固め。
命名はスマートフォン版実況パワフルプロ野球の球種から。
- スーパー腕４の字固め

## タイトル歴
プロレスリングZERO1
- NWAインターナショナルライトタッグ王座

プロレスリングBASARA
- ユニオンMAX王座（第11代、16代、23代）
- IRON FISTタッグ王座（第11代）
- UWA世界6人タッグ王座
- 頂天〜itadaki〜優勝（2018年、2020年、2025年）
- IRON FIST TAG TOURNAMENT優勝

DDTプロレスリング
- KO-D6人タッグ王座

TTTプロレスリング
- TTT認定インディー統一6人タッグ王座

ダブプロレス
- DOVEタッグ王座（第15代）

## 入場曲
- 速攻ROCK ON TRIBUTE（ORIGINAL） / NG HEAD, TAKE-T, ARM STRONG
- CHILLIN' / TERRY THE AKI-06 & 卍LINE
- GAMES PEOPLE PLAY / INNER CIRCLE - 現在の入場曲
- 知らざあ言って聞かせやSHOW / TOKONA-X - 騎馬隊入場曲
- Where The Hood At? / DMX - スパーキー入場曲
- オリジナル曲 / BIG MOOLA - ハリマオ入場曲

## エピソード
- 以前は地下格闘技で10戦近くを経験。当時のリングネームは「真紅」[4]。
- オリックス・バファローズの大ファン。オリックスのユニフォームを着用してリングに登場することもある。